# Gerbstoffe
Gerbstoffe sind chemische Stoffe, die zum Gerben von Tierhäuten verwendet werden. Eine abgezogene Tierhaut wird durch die Behandlung mit Gerbstoffen in Leder umgewandelt, was z. B. Fäulnis verhindert. Es gibt in der Natur vorkommende (natürliche) Gerbstoffe und künstlich hergestellte (synthetische) Gerbstoffe.
Gerbmittel sind Pflanzenteile oder Stoffgemische, die einen Gerbstoff oder mehrere Gerbstoffe enthalten. Jedoch werden die Bezeichnungen Gerbstoff und Gerbmittel oft wie Synonyme verwendet.
Ein Gerbextrakt ist ein Extrakt eines Gerbmittels, der zur Vegetabilgerbung verwendet wird. Nach der Extraktion liegt der Gerbstoff in höherer Konzentration vor, ohne eventuell zu einer anderen Wirkung führende Bestandteile des Ausgangsmaterials. Gerbextrakte sind ihrerseits Gerbmittel.
Pflanzliche Gerbstoffe (sogenannte Tannine) werden auch in der Medizin verwendet, vielfältige heilsame Wirkungen sind nachgewiesen. Darüber hinaus sind Tannine als Geschmackskomponente von Wein und Tee bekannt.

## Natürliche Gerbstoffe
Gerbstoffe kommen häufig in Pflanzen vor (vgl. auch Nutzpflanzen), zum Beispiel in Blättern, Hölzern, Rinden, Früchten und Wurzeln von Kastanien, Bananen, Eichen, Fichten, Mimosen, Quebracho, Tee und Kaffee. Auch pflanzliche Abbauprodukte wie Torf enthalten Gerbstoffe. Pflanzliche Gerbstoffe werden auch als vegetabile Gerbstoffe oder Tannine bezeichnet. Sie werden zur Vegetabilgerbung verwendet.
Aufgrund des chemischen Aufbaus kann man die pflanzlichen Gerbstoffe in zwei Gruppen einteilen:
- Hydrolysierbare Gerbstoffe, z. B. Gallotannine. Grundbausteine sind Gerbsäuren, z. B. Gallus- oder Ellagsäure in Verbindung mit Glukosen.
- Kondensierte Gerbstoffe, z. B. Pyrocatechine. Grundbausteine sind aromatische Polyhydroxyverbindungen, z. B. Catechin.

Der chemische Nachweis von Tanninen gelingt mit der Vanillin-HCl-Reaktion (Rotfärbung).
Zu den natürlichen Gerbstoffen gehören neben den pflanzlichen Gerbstoffen auch die quervernetzenden Fettgerbstoffe in der Form mehrfach ungesättigter Fette, z. B. Trane. Sie werden zur Sämischgerbung verwendet.
Trane sind Öle, die aus Fischen oder Meeressäugern gewonnen werden. Für eine Gerbwirkung müssen sie ausreichend mehrfach ungesättigte Fettsäuren enthalten. Fette mit nur einfach ungesättigten Fettsäuren haben keine Gerbwirkung. Durch die Oxidation dieser Trane entstehen reaktive Abbauprodukte mit Gerbwirkung, die zur Quervernetzung des Kollagens führen.
Weitere Naturprodukte wie Urin, Eigelb, Mehl, diverse tierische Innereien wie Hirn oder Leber zeigen bei entsprechender Anwendung eine gewisse konservierende Wirkung, eine echte Gerbwirkung kann mit ihnen aber nicht erzielt werden.

## Künstliche Gerbstoffe
Dazu zählen:
- Mineralgerbstoffe. Wesentliche Vertreter sind:
  - Aluminiumsalze, besonders in der Form von Alaunen (Alaunsalze kommen auch teilweise als natürliches Mineral vor, werden aber meist künstlich erzeugt). Sie werden zur Weißgerbung verwendet.
  - dreiwertige Chromsalze (die giftigen sechswertigen Chromverbindungen haben keine Gerbwirkung). Sie werden zur Chromgerbung verwendet.
  - Zirkoniumsalze
  - Auch von einigen weiteren Metallsalzen wie z. B. Eisen-, Zink-, Titan- und sogar Goldsalzen ist eine Gerbwirkung bekannt.
  - Polyphosphate
- Aldehyde. Sie werden zur Aldehydgerbung verwendet. Weit verbreitete Beispiele sind Formaldehyd und Glutardialdehyd, die nicht nur für die Lederherstellung verwendet werden, sondern auch bei der Fixierung in der Histologie und Taxidermie sowie als keimtötende Desinfektionsmittel.
- Synthetische Gerbstoffe (Syntane) auf Basis von Phenolderivaten. Sie wurden zu Beginn des 20. Jahrhunderts entwickelt und sind in vereinfachter Form den pflanzlichen Gerbstoffen nachgebaut. Zur Prüfung auf Phenole kann Eisen(III)-chlorid oder die Emerson-Reaktion verwendet werden.
- Polymer-Gerbstoffe (Harzgerbstoffe). Grundkörper der Polymer-Gerbstoffe sind unter anderem Acrylate und Polyurethane. Als reaktive Gruppen werden Aldehyde, Isocyanate, Isothiocyanate und Succinimidester verwendet.
- Aliphatische Paraffinsulfochloride

Es gibt auch eine Anzahl von künstlich hergestellten organischen Verbindungen, die eine gewisse Gerbwirkung besitzen, z. B. Farbstoffe oder Konservierungsmittel.

## Wirkung der Gerbstoffe
Gerbstoffe verbinden sich bei Kontakt mit Proteinen, was deren Eigenschaften verändert. Durch Gerben wird das Leder stabiler und zudem konserviert gegenüber einem Abbau durch Mikroorganismen.

## Gerbstoffe in der Medizin
Die Gruppe der Gerbstoffe nimmt einen wichtigen Platz unter den therapeutisch wirksamen Bestandteilen von Heilpflanzen ein (zu weiteren pflanzlichen Wirkstoffgruppen siehe Pflanzenheilkunde). Der Gerbstoffgehalt in Drogen kann photometrisch, iodometrisch oder über die sogenannte Hautpulver-Methode bestimmt werden.

### Pflanzen bzw. Pflanzenteile, die medizinisch wirksame Gerbstoffe enthalten
Offizinelle Pflanzen:
- Galläpfel (Gallae) aus Quercus infectoria
- Hamamelisblätter (Hamamelidis folium) aus Hamamelis virginiana = Zaubernuss
- Walnussblätter (Juglandis folium) aus Juglans regia
- Eichenrinde (Quercus cortex) aus Quercus robur und Quercus[4]
- Ratanhiawurzel (Ratanhiae radix) aus Krameria lappacea
- Blutwurzwurzel (Tormentillae rhizoma) aus Potentilla erecta
- Heidelbeeren (Myrtilli fructus) aus Vaccinium myrtillus

Volksmedizinische Verwendung finden auch:
- Catechu
- Brombeerblätter von Rubus fruticosus
- Gänsefingerkraut von Potentilla anserina
- Erdbeerblätter von Fragaria vesca
- Odermennigkraut Agrimonia eupatoria
- Frauenmantelkraut von Alchemilla xanthochlora
- Breitwegerichblätter von Plantago major
- Spitzwegerichblätter von Plantago lanceolata
- Rosenblüten von Rosa gallica
- Wiesenknopfblätter von Sanguisorba officinalis

### Medizinische Wirkungen
Gerbstoffe können auch lebendiges Gewebe oberflächlich verdichten und eine schützende Membran ausbilden, z. B. auf einer Schleimhaut. Durch ihre zusammenziehende (adstringierende) und austrocknende Wirkung entziehen sie Bakterien, die sich auf der Haut oder einer Schleimhaut angesiedelt haben, den Nährboden. Das Eindringen von Bakterien und Pilzen ins Gewebe wird erschwert (antimikrobielle Wirkung). Schmerz und Wundsekretion werden vermindert, Entzündungen gehemmt und kapillare Blutungen gestillt.
Gerbstoffe werden eingesetzt bei Magen- und Darmentzündungen, leichten Durchfällen (stopfende Wirkung), Entzündungen im Mund- und Rachenraum, als blutstillendes Mittel, zur schnellen Wundheilung und bei leichten Verbrennungen und Frostschäden. Ferner wirken sie als Gegengift bei Schwermetall- oder Alkaloid-Vergiftungen, da sie Schwermetallionen und Alkaloide aus ihren Verbindungen lösen können.
Auch in der lebenden Pflanze entfalten Gerbstoffe eine „medizinische“ Wirkung, indem sie die Pflanze vor Fäulnis schützen.

### Nebenwirkungen
Bei Langzeitanwendung können Gerbstoffe hepatotoxisch (leberschädigend) sein. Bei zu hohen Dosen kann es zu Magenschleimhautentzündung oder Brechreiz kommen.

### Wechselwirkungen
Gerbstoffe vermindern die Resorption basischer Arzneimittel sowie mancher Mineralstoffe wie Eisen.

## Sonstige Nutzung von Gerbstoffen
Gerbstoffe sind auch Grundlage zur Synthese von Harzen, Kork, Anthocyanen und Flavonoiden.
Einige Tannine bilden mit Metallsalzen, hauptsächlich mit Eisensalzen, sehr stabile Farbkomplexe, die früher für die Herstellung von Schreibtinte verwendet wurden.

## Gerbstoffe im Wein
Weintrauben enthalten Tannine als Bestandteile aus Stielen, Kernen und Beerenhäuten, die zum Geschmack des Weines beitragen, insbesondere bei Rotwein. Der Tanningehalt ist somit ein Qualitätsfaktor des Weines, sofern er in einem ausgewogenen Verhältnis zu den anderen Geschmackskomponenten (Säure, Restzucker) und Aromen steht.